# 雙曲面
在數學裏，雙曲面是一種二次曲面。採用直角坐標 {\displaystyle (x,\ y,\ z)\,\!} ，雙曲面可以用公式表達為
{\displaystyle {x^{2} \over a^{2}}+{y^{2} \over b^{2}}-{z^{2} \over c^{2}}=1\,\!}  （單葉雙曲面），
或
{\displaystyle -{x^{2} \over a^{2}}-{y^{2} \over b^{2}}+{z^{2} \over c^{2}}=1\,\!}  （雙葉雙曲面）。
假若，{\displaystyle a=b\,\!} ，則稱為旋轉雙曲面。
試想一個雙曲線。它的實軸包含了雙曲線的兩個焦點，而虛軸則是兩個焦點的中分線。繞著實軸，旋轉此雙曲線，可以得到旋轉雙葉雙曲面。繞著虛軸，旋轉此雙曲線，可以得到旋轉單葉雙曲面。

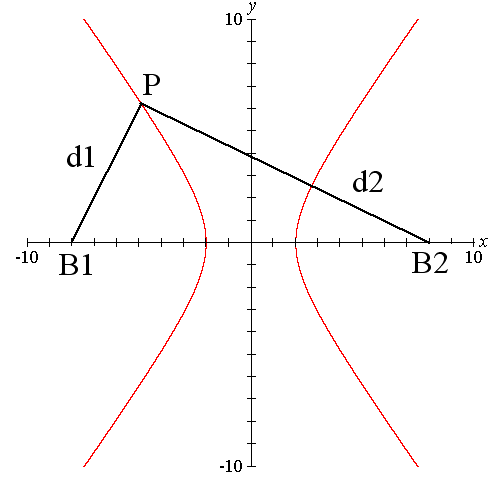
雙曲線

換另一種方法描述。參閱圖右．在三維空間裏，滿足 {\displaystyle \left|PB_{1}-PB_{2}\right|\,\!} 為常數的所有的點的集合，是一個旋轉雙葉雙曲面。稱點 {\displaystyle B_{1}\,\!} 與 {\displaystyle B_{2}\,\!} 為雙曲面的焦點。
簡併雙曲面的公式可以表達為
{\displaystyle {x^{2} \over a^{2}}+{y^{2} \over b^{2}}-{z^{2} \over c^{2}}=0\,\!} 。
假若，{\displaystyle a=b\,\!} ，則這雙曲面是一個圓錐面；否則，是一個橢圓錐面。
許多發電廠的冷卻塔結構是單葉雙曲面形狀。由於單葉雙曲面是一種雙重直紋曲面 (Ruled surface) ，它可以用直的鋼樑建造。這樣，會減少風的阻力．同時，也可以用最少的材料來維持結構的完整。

## 圖片

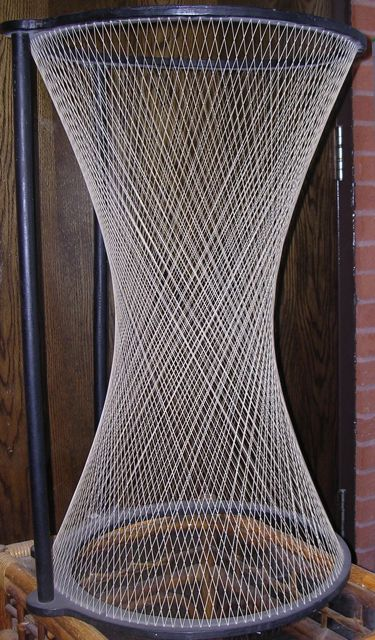
單葉雙曲面。每一根絲線都是直線。曲面的每一點，都有兩根包含於曲面的直線經過。所以表示出單葉雙曲面是個雙重直紋曲面
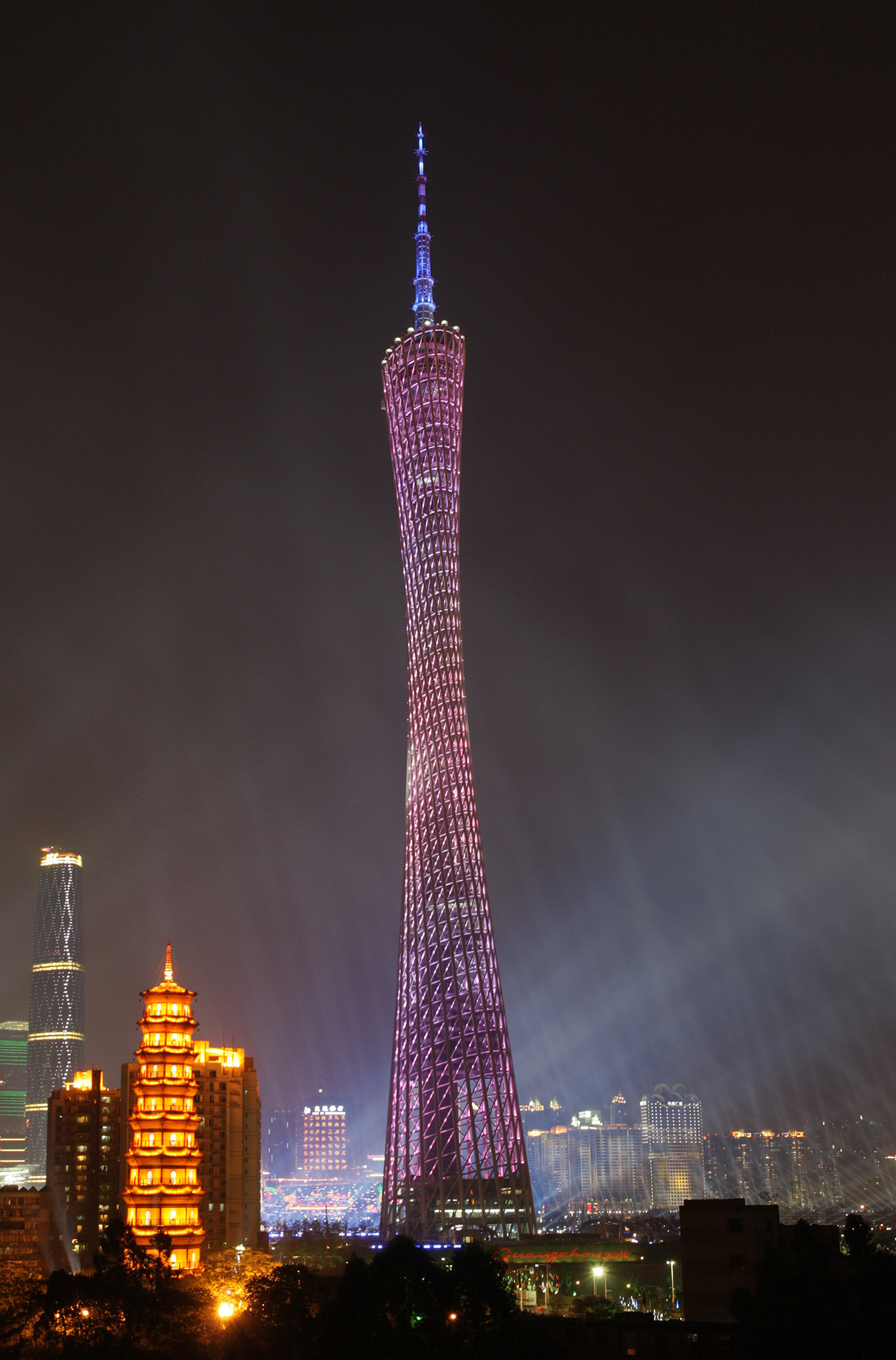
廣州新電視塔
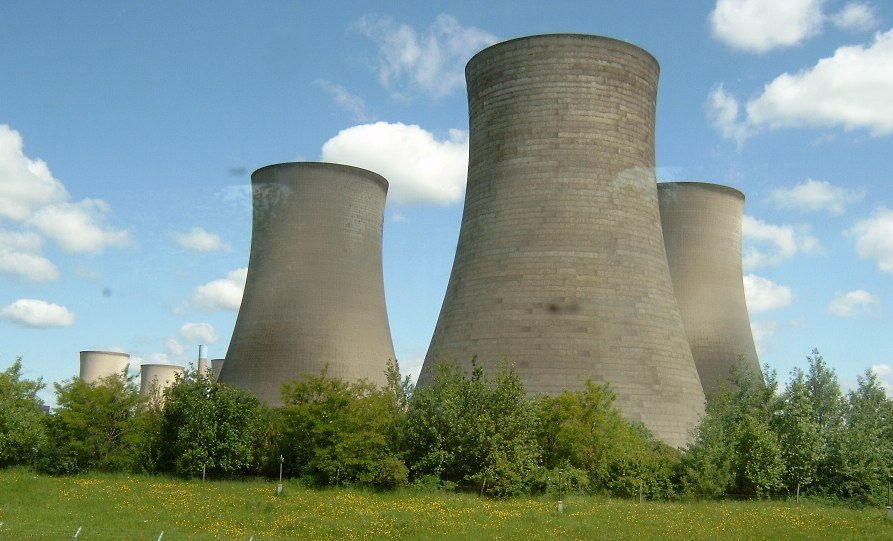
英格蘭劍橋郡的冷卻塔

## 參閱
- 橢球面
- 拋物面
- 卵形體
- 直紋曲面